# Restless Heart
Albums de Whitesnake
Slip of the Tongue
(1989) Good to Be Bad
(2008)
Restless Heart est le dixième album studio du groupe Whitesnake

## Liste des titres
| 1.    | Don't Fade Away         |                | 5:02 |
| 2.    | All In the Name of Love |                | 4:43 |
| 3.    | Restless Heart          |                | 4:51 |
| 4.    | Too Many Tears          |                | 5:45 |
| 5.    | Crying                  |                | 5:35 |
| 6.    | Stay with Me            | Ragavoy, Weiss | 4:10 |
| 7.    | Can't Go On             |                | 4:28 |
| 8.    | You're So Fine          |                | 5:11 |
| 9.    | Your Precious Love      |                | 4:35 |
| 10.   | Take Me Back Again      |                | 6:03 |
| 11.   | Woman Trouble Blues     |                | 5:37 |
| 55:51 |                         |                |      |

| Titres bonus | Titres bonus      | Titres bonus                    | Titres bonus | Titres bonus | Titres bonus | Titres bonus | Titres bonus | Titres bonus | Titres bonus |
| No           | Titre             | Auteur                          | Durée        |              |              |              |              |              |              |
| ------------ | ----------------- | ------------------------------- | ------------ | ------------ | ------------ | ------------ | ------------ | ------------ | ------------ |
| 1.           | Anything You Want |                                 | 4:11         |              |              |              |              |              |              |
| 2.           | Can't Stop Now    |                                 | 3:27         |              |              |              |              |              |              |
| 3.           | Oi (Instrumental) | Coverdale, Vandenberg, Carmassi | 3:47         |              |              |              |              |              |              |
| 67:16        |                   |                                 |              |              |              |              |              |              |              |

La piste 6 a été initialement enregistrée par Lorraine Ellison.

## Composition du groupe
- David Coverdale: Chants
- Adrian Vandenberg: Guitares
- Brett Tuggle: Claviers, chœurs
- Guy Pratt: Basse
- Denny Carmassi: Batterie

### Musiciens additionnels
- Tommy Funderburk: Chœurs
- Beth Anderson : Chœurs
- Maxine Waters: Chœurs
- Elk Thunder: Harmonica